# Molí d'en Paris
El Molí d'en Paris és una obra de Maçanet de Cabrenys (Alt Empordà) inclosa a l'Inventari del Patrimoni Arquitectònic de Catalunya.

## Descripció
Situat a escassa distància al nord del nucli urbà de la població de Maçanet de Cabrenys, al marge esquerre de la riera de l'Ardenya, prop del pont de can Poquet.
Es tracta de les restes d'un antic molí de planta més o menys rectangular, actualment força degradat i cobert de vegetació. L'estructura s'assenta damunt d'uns grans blocs de pedra que probablement formen part del terreny natural de la zona. Es conserva el cacau, format per una volta de mig punt bastida en pedra i lligada en morter. L'arc exterior és de pedra desbastada disposada a sardinell. Al seu costat hi ha dues estretes obertures, força petites. La façana de ponent de l'estructura presenta una obertura rectangular amb els brancals bastits amb carreus de pedra i la llinda plana. Actualment es troba completament coberta per la vegetació. A la part posterior encara hi ha restes de la seva bassa.
La construcció està bastida en pedra desbastada i sense treballar, lligada amb morter de calç.

## Història
Prové del cognom del fundador de la cas, Joan París, com podem llegir a la llinda de la porta, el 1682. També cal Rei sobrenom del qui regentava l'hostal i botiga de la planta baixa i avui bar la Cova a ca la Pilar.